# Carlos Alberto Molteni
Carlos Alberto Molteni (Puerto Belgrano) es un aviador naval argentino perteneciente a la Armada Argentina que combatió en la guerra de Malvinas durante 1982. Se desempeñó como comandante de la Primera Escuadrilla Aeronaval de Ataque, estando al mando de la mayor escuadrilla de reactores de la Aviación Naval Argentina (19) Jets Aermacchi modelos 326 y 339. Recibió una condecoración Honor al Valor en Combate.

## Juventud y primeros años
Nacido en la base naval de Puerto Belgrano, tanto su padre como su tío eran marinos que se desempeñaban como ingenieros. Decidió ingresar a la Escuela Naval Militar debido a su vínculo con la Armada Argentina. Originalmente, buscó seguir la vocación de su padre pero, debido a que la Escuela de Ingenieros anulo su cupo, cambio su especialidad a la de aviador naval.

## Actuación en la Guerra de Malvinas
Nosotros no teníamos ni media posibilidad. El Aermacchi al lado del Harrier no existe y con los Pucará éramos mosquitos. Los estadounidenses les proveyeron el misil aire aire Sidewinder. Ese misil podían lanzarlo desde ángulos varios, contra eso no se podía. Molteni siendo entrevistado sobre su experiencia en Malvinas.
Bajo el comando de Molteni, la Primera Escuadrilla Aeronaval de Ataque distribuyó y operó los Aermacchi 326 en las bases continentales de la Patagonia. La mayoría de los Aermacchi 339 fueron llevados a las Islas Malvinas para ser operadas en apoyo al Batallón de Infantería N.º 5 y a misiones de apoyo aéreo cercano a requerimientos de la superioridad operando desde el aeropuerto de Puerto Argentino.
La unidad comenzó con sus misiones a comienzo de mayo, durante una de las mismas y al regreso el teniente de fragata Carlos Benítez, numeral del Capitán Molteni perdió el control de su Aermacchi, se estrelló mientras se disponía a realizar su aterrizaje y perdió su vida. Molteni debió lidiar con el control su unidad y por tanto regresaba al continente y volvía a Malvinas.
El 21 de mayo, día del desembarco inglés, uno de sus pilotos, teniente de navío Guillermo Owen Crippa volando el único Aermacchi disponible descubrió al grueso de la fuerza de tareas realizando el desembarco inglés en San Carlos. En solitario atacó a la fragata HMS Argonaut lanzando una salva de cohetes y abriendo fuego con sus cañones logrando dejarla fuera de servicio. Pocos días más tarde, Molteni regreso a las Islas Malvinas y encabezó nuevas misiones de combate.
El 28 de mayo le fue ordenado un ataque sobre Darwin, sitio donde se libraba intensos combates contra tropas británicas. Volando como líder y llevando como numeral al teniente de corbeta Daniel Miguel. Por coincidencia, Molteni y Miguel habían nacido en la misma ciudad y ambos tenían padres pertenecientes a la Armada Argentina. Molteni encabezó el ataque sobre las posiciones británicas, lanzando cohetes y disparando cañones. Tuvo que esquivar un misil, iniciando un escape cuando su numeral el Teniente Miguel comenzaba su ataque. Este último fue alcanzado por un misil que lo mató durante la misión. Molteni regreso a Puerto Argentino habiendo cumplido la misión.

## Posguerra
Molteni fue crítico sobre la conducción de la guerra, expresando que en «casi todos los niveles de mando respondieron  positivamente. Lo que fue espantoso fue la conducción superior. En pocas palabras: Malvinas se perdió por la conducción superior que estaba en las islas. Ya sea almirante, brigadier o general. Un desastre por que no cumplieron la doctrina, eso es lo que yo nunca llego a entender. Malvinas se defendió como una cáscara de cebolla, el que pasaba la cáscara listo. Cuando se produce un desembarco, lo que dicen todos los libros, uno nunca debe dejar desarrollarlo, nunca».